# Women's Herald Sun Tour 2019
La 2e édition du Women's Herald Sun Tour a lieu du 30 janvier 2019 au 31 janvier 2019, en Australie. La course fait partie du calendrier UCI féminin en catégorie 2.2. 

## Équipes
| Équipes féminines professionnelles (5)- Tibco-Silicon Valley Bank - Mitchelton-Scott - Alé Cipollini - Trek-Segafredo - BePink Équipe nationale- Nouvelle-Zélande Équipe nationale sponsorisée- Korda Mentha Real Estate Australia Équipe féminines amateur (2)- Mike Greer Homes Womens Cycling Team - Vie13-KOM Financial Advice Racing Team Équipes régionales et de clubs (3)- Specialized Women's Racing - Gusto StepFWD KOM - Sydney University |
| |

## Étapes
Le Women's Herald Sun Tour se dispute sur deux étapes, l'une plate et l'autre vallonnée, pour un total de 189,4 km.
| Étape     | Date     | Villes étapes                                         | type            | Distance (km) | Vainqueur d'étape | Leader du classement général |
| --------- | -------- | ----------------------------------------------------- | --------------- | ------------- | ----------------- | ---------------------------- |
| 1re étape | 30 janv. | circuit de Phillip Island – circuit de Phillip Island | étape de plaine | 97,9          | Chloe Hosking     | Chloe Hosking                |
| 2e étape  | 31 janv. | Churchill – Churchill                                 | étape vallonnée | 91,5          | Lucy Kennedy      | Lucy Kennedy                 |

## Déroulement de la course

### 1reétape
| \| Classement de l'étape \| Classement de l'étape \| Classement de l'étape \| Classement de l'étape \| Classement de l'étape \| \| Coureuse \| Coureuse \| Pays \| Équipe \| Temps \| \| --------------------- \| --------------------- \| --------------------- \| ---------------------------------- \| --------------------- \| \| 1re \| Chloe Hosking \| Australie \| Alé Cipollini \| 2 h 30 min 22 s \| \| 2e \| Rachele Barbieri \| Italie \| Bepink \| + 0 s \| \| 3e \| Lotta Lepistö \| Finlande \| Trek-Segafredo \| + 0 s \| \| 4e \| Gracie Elvin \| Australie \| Mitchelton-Scott \| + 0 s \| \| 5e \| Alison Jackson \| Canada \| Tibco-Silicon Valley Bank \| + 0 s \| \| 6e \| Emily Herfoss \| Australie \| Korda Mentha Real Estate Australia \| + 0 s \| \| 7e \| Amanda Spratt \| Australie \| Mitchelton-Scott \| + 0 s \| \| 8e \| Grace Brown \| Australie \| Mitchelton-Scott \| + 0 s \| \| 9e \| Brodie Chapman \| Australie \| Tibco-Silicon Valley Bank \| + 7 s \| \| 10e \| Jaime Gunning \| Australie \| Specialized women's racing \| + 7 s \| |                  |           |                                    |                 |
| |                  |           |                                    |                 |
| Source : ProCyclingStats |                  |           |                                    |                 |
| Classement de l'étape |                  |           |                                    |                 |
| Coureuse | Coureuse         | Pays      | Équipe                             | Temps           |
| 1re | Chloe Hosking    | Australie | Alé Cipollini                      | 2 h 30 min 22 s |
| 2e | Rachele Barbieri | Italie    | Bepink                             | + 0 s           |
| 3e | Lotta Lepistö    | Finlande  | Trek-Segafredo                     | + 0 s           |
| 4e | Gracie Elvin     | Australie | Mitchelton-Scott                   | + 0 s           |
| 5e | Alison Jackson   | Canada    | Tibco-Silicon Valley Bank          | + 0 s           |
| 6e | Emily Herfoss    | Australie | Korda Mentha Real Estate Australia | + 0 s           |
| 7e | Amanda Spratt    | Australie | Mitchelton-Scott                   | + 0 s           |
| 8e | Grace Brown      | Australie | Mitchelton-Scott                   | + 0 s           |
| 9e | Brodie Chapman   | Australie | Tibco-Silicon Valley Bank          | + 7 s           |
| 10e | Jaime Gunning    | Australie | Specialized women's racing         | + 7 s           |

| \| Classement général \| Classement général \| Classement général \| Classement général \| Classement général \| \| Coureuse \| Coureuse \| Pays \| Équipe \| Temps \| \| ------------------ \| ------------------ \| ------------------ \| ---------------------------------- \| ------------------ \| \| 1re \| Chloe Hosking \| Australie \| Alé Cipollini \| 2 h 30 min 09 s \| \| 2e \| Rachele Barbieri \| Italie \| Bepink \| + 5 s \| \| 3e \| Lotta Lepistö \| Finlande \| Trek-Segafredo \| + 9 s \| \| 4e \| Gracie Elvin \| Australie \| Mitchelton-Scott \| + 10 s \| \| 5e \| Grace Brown \| Australie \| Mitchelton-Scott \| + 12 s \| \| 6e \| Alison Jackson \| Canada \| Tibco-Silicon Valley Bank \| + 13 s \| \| 7e \| Emily Herfoss \| Australie \| Korda Mentha Real Estate Australia \| + 13 s \| \| 8e \| Amanda Spratt \| Australie \| Mitchelton-Scott \| + 13 s \| \| 9e \| Brodie Chapman \| Australie \| Tibco-Silicon Valley Bank \| + 20 s \| \| 10e \| Jaime Gunning \| Australie \| Specialized women's racing \| + 20 s \| |                  |           |                                    |                 |
| |                  |           |                                    |                 |
| Source : ProCyclingStats |                  |           |                                    |                 |
| Classement général |                  |           |                                    |                 |
| Coureuse | Coureuse         | Pays      | Équipe                             | Temps           |
| 1re | Chloe Hosking    | Australie | Alé Cipollini                      | 2 h 30 min 09 s |
| 2e | Rachele Barbieri | Italie    | Bepink                             | + 5 s           |
| 3e | Lotta Lepistö    | Finlande  | Trek-Segafredo                     | + 9 s           |
| 4e | Gracie Elvin     | Australie | Mitchelton-Scott                   | + 10 s          |
| 5e | Grace Brown      | Australie | Mitchelton-Scott                   | + 12 s          |
| 6e | Alison Jackson   | Canada    | Tibco-Silicon Valley Bank          | + 13 s          |
| 7e | Emily Herfoss    | Australie | Korda Mentha Real Estate Australia | + 13 s          |
| 8e | Amanda Spratt    | Australie | Mitchelton-Scott                   | + 13 s          |
| 9e | Brodie Chapman   | Australie | Tibco-Silicon Valley Bank          | + 20 s          |
| 10e | Jaime Gunning    | Australie | Specialized women's racing         | + 20 s          |

### 2eétape
| \| Classement de l'étape \| Classement de l'étape \| Classement de l'étape \| Classement de l'étape \| Classement de l'étape \| \| Coureuse \| Coureuse \| Pays \| Équipe \| Temps \| \| --------------------- \| --------------------- \| --------------------- \| ------------------------------------ \| --------------------- \| \| 1re \| Lucy Kennedy \| Australie \| Mitchelton-Scott \| 2 h 28 min 02 s \| \| 2e \| Amanda Spratt \| Australie \| Mitchelton-Scott \| + 39 s \| \| 3e \| Brodie Chapman \| Australie \| Tibco-Silicon Valley Bank \| + 39 s \| \| 4e \| Elisa Longo Borghini \| Italie \| Trek-Segafredo \| + 1 min 24 s \| \| 5e \| Jenna Merrick \| Nouvelle-Zélande \| Mike Greer Homes Womens Cycling Team \| + 1 min 28 s \| \| 6e \| Emily Herfoss \| Australie \| Korda Mentha Real Estate Australia \| + 1 min 51 s \| \| 7e \| Ruth Edwards \| États-Unis \| Trek-Segafredo \| + 2 min 06 s \| \| 8e \| Grace Brown \| Australie \| Mitchelton-Scott \| + 2 min 35 s \| \| 9e \| Alison Jackson \| Canada \| Tibco-Silicon Valley Bank \| + 2 min 49 s \| \| 10e \| Jaime Gunning \| Australie \| Specialized women's racing \| + 2 min 50 s \| |                      |                  |                                      |                 |
| |                      |                  |                                      |                 |
| Source : ProCyclingStats |                      |                  |                                      |                 |
| Classement de l'étape |                      |                  |                                      |                 |
| Coureuse | Coureuse             | Pays             | Équipe                               | Temps           |
| 1re | Lucy Kennedy         | Australie        | Mitchelton-Scott                     | 2 h 28 min 02 s |
| 2e | Amanda Spratt        | Australie        | Mitchelton-Scott                     | + 39 s          |
| 3e | Brodie Chapman       | Australie        | Tibco-Silicon Valley Bank            | + 39 s          |
| 4e | Elisa Longo Borghini | Italie           | Trek-Segafredo                       | + 1 min 24 s    |
| 5e | Jenna Merrick        | Nouvelle-Zélande | Mike Greer Homes Womens Cycling Team | + 1 min 28 s    |
| 6e | Emily Herfoss        | Australie        | Korda Mentha Real Estate Australia   | + 1 min 51 s    |
| 7e | Ruth Edwards         | États-Unis       | Trek-Segafredo                       | + 2 min 06 s    |
| 8e | Grace Brown          | Australie        | Mitchelton-Scott                     | + 2 min 35 s    |
| 9e | Alison Jackson       | Canada           | Tibco-Silicon Valley Bank            | + 2 min 49 s    |
| 10e | Jaime Gunning        | Australie        | Specialized women's racing           | + 2 min 50 s    |

## Classements finals

### Classement général final
| \| Classement général \| Classement général \| Classement général \| Classement général \| Classement général \| \| Coureuse \| Coureuse \| Pays \| Équipe \| Temps \| \| ------------------ \| -------------------- \| ------------------ \| ------------------------------------ \| ------------------ \| \| 1re \| Lucy Kennedy \| Australie \| Mitchelton-Scott \| 4 h 58 min 21 s \| \| 2e \| Amanda Spratt \| Australie \| Mitchelton-Scott \| + 36 s \| \| 3e \| Brodie Chapman \| Australie \| Tibco-Silicon Valley Bank \| + 45 s \| \| 4e \| Jenna Merrick \| Nouvelle-Zélande \| Mike Greer Homes Womens Cycling Team \| + 1 min 38 s \| \| 5e \| Elisa Longo Borghini \| Italie \| Trek-Segafredo \| + 1 min 48 s \| \| 6e \| Emily Herfoss \| Australie \| Korda Mentha Real Estate Australia \| + 1 min 54 s \| \| 7e \| Ruth Edwards \| États-Unis \| Trek-Segafredo \| + 2 min 20 s \| \| 8e \| Grace Brown \| Australie \| Mitchelton-Scott \| + 2 min 37 s \| \| 9e \| Alison Jackson \| Canada \| Tibco-Silicon Valley Bank \| + 2 min 52 s \| \| 10e \| Jaime Gunning \| Australie \| Specialized women's racing \| + 3 min 00 s \| |                      |                  |                                      |                 |
| |                      |                  |                                      |                 |
| Source : ProCyclingStats |                      |                  |                                      |                 |
| Classement général |                      |                  |                                      |                 |
| Coureuse | Coureuse             | Pays             | Équipe                               | Temps           |
| 1re | Lucy Kennedy         | Australie        | Mitchelton-Scott                     | 4 h 58 min 21 s |
| 2e | Amanda Spratt        | Australie        | Mitchelton-Scott                     | + 36 s          |
| 3e | Brodie Chapman       | Australie        | Tibco-Silicon Valley Bank            | + 45 s          |
| 4e | Jenna Merrick        | Nouvelle-Zélande | Mike Greer Homes Womens Cycling Team | + 1 min 38 s    |
| 5e | Elisa Longo Borghini | Italie           | Trek-Segafredo                       | + 1 min 48 s    |
| 6e | Emily Herfoss        | Australie        | Korda Mentha Real Estate Australia   | + 1 min 54 s    |
| 7e | Ruth Edwards         | États-Unis       | Trek-Segafredo                       | + 2 min 20 s    |
| 8e | Grace Brown          | Australie        | Mitchelton-Scott                     | + 2 min 37 s    |
| 9e | Alison Jackson       | Canada           | Tibco-Silicon Valley Bank            | + 2 min 52 s    |
| 10e | Jaime Gunning        | Australie        | Specialized women's racing           | + 3 min 00 s    |

## Évolution des classements
| Étape              | Vainqueur          | Classement général · | Classement des sprints · | Classement de la montagne · | Classement de la meilleure jeune | Classement de la combative | Classement par équipes |
| ------------------ | ------------------ | -------------------- | ------------------------ | --------------------------- | -------------------------------- | -------------------------- | ---------------------- |
| 1                  | Chloe Hosking      | Chloe Hosking        | Chloe Hosking            | non-décerné                 | Rachele Barbieri                 | Ruth Winder                | Mitchelton-Scott       |
| 2                  | Lucy Kennedy       | Lucy Kennedy         | Chloe Hosking            | Lucy Kennedy                | Jenna Merrick                    | Amanda Spratt              | Mitchelton-Scott       |
| Classements finals | Classements finals | Lucy Kennedy         | Chloe Hosking            | Lucy Kennedy                | Jenna Merrick                    | non-décerné                | Mitchelton-Scott       |

## Liste des participantes
| Tibco-Silicon Valley Bank TIB | Tibco-Silicon Valley Bank TIB | Tibco-Silicon Valley Bank TIB |
| ----------------------------- | ----------------------------- | ----------------------------- |
| Num                           | Coureuse                      | Pos                           |
| 1                             | Brodie Chapman (AUS)          | 3e                            |
| 2                             | Alison Jackson (CAN)          | 9e                            |
| 3                             | Sharlotte Lucas (NZL)         | 29e                           |
| 4                             | Shannon Malseed (AUS)         | 30e                           |
| 5                             | Lauren Stephens (USA)         | 31e                           |
| 6                             | Alice Cobb (GBR)              | 41e                           |

| Mitchelton-Scott MTS | Mitchelton-Scott MTS   | Mitchelton-Scott MTS |
| -------------------- | ---------------------- | -------------------- |
| Num                  | Coureuse               | Pos                  |
| 11                   | Amanda Spratt (AUS)    | 2e                   |
| 12                   | Gracie Elvin (AUS)     | 36e                  |
| 13                   | Georgia Williams (NZL) | 16e                  |
| 14                   | Jessica Allen (AUS)    | 53e                  |
| 15                   | Lucy Kennedy (AUS)     | 1re                  |
| 16                   | Grace Brown (AUS)      | 8e                   |

| Alé Cipollini ALE | Alé Cipollini ALE             | Alé Cipollini ALE |
| ----------------- | ----------------------------- | ----------------- |
| Num               | Coureuse                      | Pos               |
| 21                | Chloe Hosking (AUS)           | 12e               |
| 22                | Eri Yonamine (JPN) (route)    | AB-2              |
| 23                | Nadia Quagliotto (ITA)        | 39e               |
| 24                | Jessica Raimondi (ITA)        | AB-2              |
| 25                | Marjolein van 't Geloof (NED) | 46e               |
| 26                | Romy Kasper (GER)             | 38e               |

| Trek-Segafredo TFS | Trek-Segafredo TFS                 | Trek-Segafredo TFS |
| ------------------ | ---------------------------------- | ------------------ |
| Num                | Coureuse                           | Pos                |
| 31                 | Lauretta Hanson (AUS)              | 47e                |
| 32                 | Lotta Lepistö (FIN) (route)        | 45e                |
| 33                 | Elisa Longo Borghini (ITA) (route) | 5e                 |
| 34                 | Abigail Van Twisk (GBR)            | NP-2               |
| 35                 | Tayler Wiles (USA)                 | 15e                |
| 36                 | Ruth Edwards (USA)                 | 7e                 |

| Bepink BPK | Bepink BPK                     | Bepink BPK |
| ---------- | ------------------------------ | ---------- |
| Num        | Coureuse                       | Pos        |
| 41         | Rachele Barbieri (ITA)         | AB-2       |
| 42         | Francesca Pattaro (ITA)        | 33e        |
| 43         | Katia Ragusa (ITA)             | 21e        |
| 44         | Nicole Steigenga (NED)         | 34e        |
| 45         | Tereza Medvedová (SVK) (route) | 54e        |

| Korda Mentha Real Estate Australia ___ | Korda Mentha Real Estate Australia ___ | Korda Mentha Real Estate Australia ___ |
| -------------------------------------- | -------------------------------------- | -------------------------------------- |
| Num                                    | Coureuse                               | Pos                                    |
| 51                                     | Emily Herfoss (AUS)                    | 6e                                     |
| 52                                     | Georgia Whitehouse (AUS)               | 35e                                    |
| 53                                     | Ruby Roseman-Gannon (AUS)              | 37e                                    |
| 54                                     | Anya Louw (AUS)                        | 52e                                    |
| 55                                     | Jess Pratt (AUS)                       | 28e                                    |
| 56                                     | Sarah Gigante (AUS) (route)            | 24e                                    |

| Nouvelle-Zélande NZL | Nouvelle-Zélande NZL | Nouvelle-Zélande NZL |
| -------------------- | -------------------- | -------------------- |
| Num                  | Coureuse             | Pos                  |
| 61                   | Deborah Paine        | 17e                  |
| 62                   | Elyse Fraser         | 44e                  |
| 63                   | Kirsty McCallum      | 23e                  |
| 64                   | Ione Johnson         | AB-2                 |
| 65                   | Annamarie Lipp       | 40e                  |
| 66                   | Abigail Morton       | 51e                  |

| Specialized women's racing ___ | Specialized women's racing ___ | Specialized women's racing ___ |
| ------------------------------ | ------------------------------ | ------------------------------ |
| Num                            | Coureuse                       | Pos                            |
| 71                             | Jaime Gunning (AUS)            | 10e                            |
| 72                             | Matilda Raynolds (AUS)         | 19e                            |
| 73                             | Ella Bloor (AUS)               | 32e                            |

| Sans équipe ___ | Sans équipe ___     | Sans équipe ___ |
| --------------- | ------------------- | --------------- |
| Num             | Coureuse            | Pos             |
| 74              | Taryn Heather (AUS) | 14e             |

| Specialized women's racing ___ | Specialized women's racing ___ | Specialized women's racing ___ |
| ------------------------------ | ------------------------------ | ------------------------------ |
| Num                            | Coureuse                       | Pos                            |
| 75                             | Briony Mattocks (AUS)          | 43e                            |
| 76                             | Holly Harris (AUS)             | 11e                            |

| Gusto StepFWD KOM ___ | Gusto StepFWD KOM ___    | Gusto StepFWD KOM ___ |
| --------------------- | ------------------------ | --------------------- |
| Num                   | Coureuse                 | Pos                   |
| 81                    | Jessica Mundy (AUS)      | 48e                   |
| 82                    | Veronica Lebedev (AUS)   | NP-2                  |
| 83                    | Elizabeth Stannard (AUS) | 13e                   |
| 84                    | Nicola Macdonald (AUS)   | 49e                   |
| 85                    | Jenny Pettenon (AUS)     | 55e                   |
| 86                    | Jemma Eastwood (AUS)     | 26e                   |

| Sydney University ___ | Sydney University ___  | Sydney University ___ |
| --------------------- | ---------------------- | --------------------- |
| Num                   | Coureuse               | Pos                   |
| 91                    | Amy Vesty (AUS)        | AB-2                  |
| 92                    | Jennifer Darmody (AUS) | AB-2                  |
| 93                    | Anna Booth (AUS)       | 27e                   |
| 94                    | Jade Colligan (AUS)    | AB                    |
| 95                    | Vicki Whitelaw (AUS)   | 22e                   |
| 96                    | Gina Ricardo (AUS)     | 42e                   |

| Vie13-KOM Financial Advice Racing Team KOM | Vie13-KOM Financial Advice Racing Team KOM | Vie13-KOM Financial Advice Racing Team KOM |
| ------------------------------------------ | ------------------------------------------ | ------------------------------------------ |
| Num                                        | Coureuse                                   | Pos                                        |
| 101                                        | Rebecca Stephens (AUS)                     | AB                                         |
| 102                                        | Bridget Bremner (AUS)                      | AB                                         |
| 103                                        | Kirsty Deacon (AUS)                        | 56e                                        |
| 104                                        | Katie Banerjee (AUS)                       | NP-2                                       |
| 105                                        | Emma Roberts (AUS)                         | AB-2                                       |
| 106                                        | Annelise Jefferies (AUS)                   | 25e                                        |

| Mike Greer Homes Womens Cycling Team MGH | Mike Greer Homes Womens Cycling Team MGH | Mike Greer Homes Womens Cycling Team MGH |
| ---------------------------------------- | ---------------------------------------- | ---------------------------------------- |
| Num                                      | Coureuse                                 | Pos                                      |
| 111                                      | Amanda Jamieson (NZL)                    | 18e                                      |
| 112                                      | Libby Arbuckle (AUS)                     | AB-2                                     |
| 113                                      | Jenna Merrick (NZL)                      | 4e                                       |
| 114                                      | Niamh Fisher-Black (NZL)                 | 20e                                      |
| 115                                      | Stella Nightingale (NZL)                 | 53e                                      |
| 116                                      | Hannah Bartram (NZL)                     | AB-2                                     |

| Tibco-Silicon Valley Bank TIB | Tibco-Silicon Valley Bank TIB | Tibco-Silicon Valley Bank TIB |
| ----------------------------- | ----------------------------- | ----------------------------- |
| Num                           | Coureuse                      | Pos                           |
| 1                             | Brodie Chapman (AUS)          | 3e                            |
| 2                             | Alison Jackson (CAN)          | 9e                            |
| 3                             | Sharlotte Lucas (NZL)         | 29e                           |
| 4                             | Shannon Malseed (AUS)         | 30e                           |
| 5                             | Lauren Stephens (USA)         | 31e                           |
| 6                             | Alice Cobb (GBR)              | 41e                           |

| Mitchelton-Scott MTS | Mitchelton-Scott MTS   | Mitchelton-Scott MTS |
| -------------------- | ---------------------- | -------------------- |
| Num                  | Coureuse               | Pos                  |
| 11                   | Amanda Spratt (AUS)    | 2e                   |
| 12                   | Gracie Elvin (AUS)     | 36e                  |
| 13                   | Georgia Williams (NZL) | 16e                  |
| 14                   | Jessica Allen (AUS)    | 53e                  |
| 15                   | Lucy Kennedy (AUS)     | 1re                  |
| 16                   | Grace Brown (AUS)      | 8e                   |

| Alé Cipollini ALE | Alé Cipollini ALE             | Alé Cipollini ALE |
| ----------------- | ----------------------------- | ----------------- |
| Num               | Coureuse                      | Pos               |
| 21                | Chloe Hosking (AUS)           | 12e               |
| 22                | Eri Yonamine (JPN) (route)    | AB-2              |
| 23                | Nadia Quagliotto (ITA)        | 39e               |
| 24                | Jessica Raimondi (ITA)        | AB-2              |
| 25                | Marjolein van 't Geloof (NED) | 46e               |
| 26                | Romy Kasper (GER)             | 38e               |

| Trek-Segafredo TFS | Trek-Segafredo TFS                 | Trek-Segafredo TFS |
| ------------------ | ---------------------------------- | ------------------ |
| Num                | Coureuse                           | Pos                |
| 31                 | Lauretta Hanson (AUS)              | 47e                |
| 32                 | Lotta Lepistö (FIN) (route)        | 45e                |
| 33                 | Elisa Longo Borghini (ITA) (route) | 5e                 |
| 34                 | Abigail Van Twisk (GBR)            | NP-2               |
| 35                 | Tayler Wiles (USA)                 | 15e                |
| 36                 | Ruth Edwards (USA)                 | 7e                 |

| Bepink BPK | Bepink BPK                     | Bepink BPK |
| ---------- | ------------------------------ | ---------- |
| Num        | Coureuse                       | Pos        |
| 41         | Rachele Barbieri (ITA)         | AB-2       |
| 42         | Francesca Pattaro (ITA)        | 33e        |
| 43         | Katia Ragusa (ITA)             | 21e        |
| 44         | Nicole Steigenga (NED)         | 34e        |
| 45         | Tereza Medvedová (SVK) (route) | 54e        |

| Korda Mentha Real Estate Australia ___ | Korda Mentha Real Estate Australia ___ | Korda Mentha Real Estate Australia ___ |
| -------------------------------------- | -------------------------------------- | -------------------------------------- |
| Num                                    | Coureuse                               | Pos                                    |
| 51                                     | Emily Herfoss (AUS)                    | 6e                                     |
| 52                                     | Georgia Whitehouse (AUS)               | 35e                                    |
| 53                                     | Ruby Roseman-Gannon (AUS)              | 37e                                    |
| 54                                     | Anya Louw (AUS)                        | 52e                                    |
| 55                                     | Jess Pratt (AUS)                       | 28e                                    |
| 56                                     | Sarah Gigante (AUS) (route)            | 24e                                    |

| Nouvelle-Zélande NZL | Nouvelle-Zélande NZL | Nouvelle-Zélande NZL |
| -------------------- | -------------------- | -------------------- |
| Num                  | Coureuse             | Pos                  |
| 61                   | Deborah Paine        | 17e                  |
| 62                   | Elyse Fraser         | 44e                  |
| 63                   | Kirsty McCallum      | 23e                  |
| 64                   | Ione Johnson         | AB-2                 |
| 65                   | Annamarie Lipp       | 40e                  |
| 66                   | Abigail Morton       | 51e                  |

| Specialized women's racing ___ | Specialized women's racing ___ | Specialized women's racing ___ |
| ------------------------------ | ------------------------------ | ------------------------------ |
| Num                            | Coureuse                       | Pos                            |
| 71                             | Jaime Gunning (AUS)            | 10e                            |
| 72                             | Matilda Raynolds (AUS)         | 19e                            |
| 73                             | Ella Bloor (AUS)               | 32e                            |

| Sans équipe ___ | Sans équipe ___     | Sans équipe ___ |
| --------------- | ------------------- | --------------- |
| Num             | Coureuse            | Pos             |
| 74              | Taryn Heather (AUS) | 14e             |

| Specialized women's racing ___ | Specialized women's racing ___ | Specialized women's racing ___ |
| ------------------------------ | ------------------------------ | ------------------------------ |
| Num                            | Coureuse                       | Pos                            |
| 75                             | Briony Mattocks (AUS)          | 43e                            |
| 76                             | Holly Harris (AUS)             | 11e                            |

| Gusto StepFWD KOM ___ | Gusto StepFWD KOM ___    | Gusto StepFWD KOM ___ |
| --------------------- | ------------------------ | --------------------- |
| Num                   | Coureuse                 | Pos                   |
| 81                    | Jessica Mundy (AUS)      | 48e                   |
| 82                    | Veronica Lebedev (AUS)   | NP-2                  |
| 83                    | Elizabeth Stannard (AUS) | 13e                   |
| 84                    | Nicola Macdonald (AUS)   | 49e                   |
| 85                    | Jenny Pettenon (AUS)     | 55e                   |
| 86                    | Jemma Eastwood (AUS)     | 26e                   |

| Sydney University ___ | Sydney University ___  | Sydney University ___ |
| --------------------- | ---------------------- | --------------------- |
| Num                   | Coureuse               | Pos                   |
| 91                    | Amy Vesty (AUS)        | AB-2                  |
| 92                    | Jennifer Darmody (AUS) | AB-2                  |
| 93                    | Anna Booth (AUS)       | 27e                   |
| 94                    | Jade Colligan (AUS)    | AB                    |
| 95                    | Vicki Whitelaw (AUS)   | 22e                   |
| 96                    | Gina Ricardo (AUS)     | 42e                   |

| Vie13-KOM Financial Advice Racing Team KOM | Vie13-KOM Financial Advice Racing Team KOM | Vie13-KOM Financial Advice Racing Team KOM |
| ------------------------------------------ | ------------------------------------------ | ------------------------------------------ |
| Num                                        | Coureuse                                   | Pos                                        |
| 101                                        | Rebecca Stephens (AUS)                     | AB                                         |
| 102                                        | Bridget Bremner (AUS)                      | AB                                         |
| 103                                        | Kirsty Deacon (AUS)                        | 56e                                        |
| 104                                        | Katie Banerjee (AUS)                       | NP-2                                       |
| 105                                        | Emma Roberts (AUS)                         | AB-2                                       |
| 106                                        | Annelise Jefferies (AUS)                   | 25e                                        |

| Mike Greer Homes Womens Cycling Team MGH | Mike Greer Homes Womens Cycling Team MGH | Mike Greer Homes Womens Cycling Team MGH |
| ---------------------------------------- | ---------------------------------------- | ---------------------------------------- |
| Num                                      | Coureuse                                 | Pos                                      |
| 111                                      | Amanda Jamieson (NZL)                    | 18e                                      |
| 112                                      | Libby Arbuckle (AUS)                     | AB-2                                     |
| 113                                      | Jenna Merrick (NZL)                      | 4e                                       |
| 114                                      | Niamh Fisher-Black (NZL)                 | 20e                                      |
| 115                                      | Stella Nightingale (NZL)                 | 53e                                      |
| 116                                      | Hannah Bartram (NZL)                     | AB-2                                     |